# Divan (planina)
Divan je planina u BiH, u Bosni.
Najviši vrh visok je 1605 metara. Negdje mjerenja pokazuju 1598 metara. Pruža se u smjeru istok - zapad. Zapadno je rijeka Rika koja se kod Gračanice ulijeva u Ramu. Rika teče s obronaka Divana. Južno je Studena planina, sjeverno je Zec planina, istočno je Bitovnja i Vitreuša. 